# Thomas Di Leva
Sven Thomas Di Leva, ursprungligen Magnusson, född 23 oktober 1963 i Gävle, är en svensk sångare, låtskrivare och skådespelare.

## Biografi
Sven Thomas Magnusson föddes 1963 i Gävle. När han var 14 år bytte han namn från Magnusson till Di Leva, inspirerad av sin mors italienska flicknamn Leva och av idoler som Leonardo da Vinci och Charlie Chaplin.
Di Leva startade sin karriär med bandet The Pillisnorks, med vilket EP:n 4 Visitors blev hans skivdebut 2 januari 1980. Därefter bildade Di Leva Gävlebandet Modern Art, som sedermera förvandlades till Modærn Art. Hösten 1981 fick Di Leva skivkontrakt som soloartist hos det nystartade bolaget Adventure och året därpå kom Di Levas debutalbum Marginal Cirkus.
Efter en kortare period på bolaget Stranded Rekords tog Billy Bolero med sig Di Leva till det nystartade bolaget Papa Records, och med albumet På ett fat blev Di Leva rikskändis. Di Leva sa: "Jag vill skapa stor konst i form av enkel musik för den breda publiken". Med låten "Kom till mig", som spelades in med stråkar från Fläskkvartetten och Raj Montana Band, kom Di Leva 1985 för första gången upp på Trackslistan och fick med denna låt en mindre hit. Året därpå släpptes hans tredje album, Pussel.
Vem ska jag tro på? släpptes hösten 1987 och blev Di Levas genombrottsalbum. Skivan producerades i skivbolaget Mistlur Records källare på Roslagsgatan och medproducent var Kaj Erixon. Titellåten "Vem ska jag tro på?" skrev Di Leva strax efter att statsminister Olof Palme blivit mördad. På skivans första spår, "I morgon", märks nya tonatmosfärer och ljudeffekter där Johan Vävare uppträder med oscillation och klaviaturklanger. Skivan utsågs av Slitz till Årets bästa album och kom dessutom tvåa i Aftonbladets omröstning om Rockbjörnen i kategorin Bästa svenska album.
Efter att under sin medverkan i Diggiloo-turnén 2016 bland annat ha tolkat sin stora inspiratör David Bowie fick våren 2018 hans följande hyllningsshow till Bowie, Changes, bejublad premiär på Hamburger Börs, våren 2019 följd av en rikstäckande turné.

## Film och TV
1987 debuterade han som skådespelare på Folkteatern i Gävleborg i Bertolt Brechts och Kurt Weills musikalteater Staden Mahagonnys uppgång och fall, följt av rollen som Hamlet i regissören Peter Oskarsons specialversion 1989, Den tragiska berättelsen om Amledo. Året 1987 var en aktiv tid för honom, också som en annorlunda sorts programledare för Sveriges Televisions sommarlovsprogram för barn, Sommarmorgon.
År 1990 var han med i tv-serien Smash på SVT.
År 1997 medverkade han i SVT:s TV-serie Kenny Starfighter, där han spelade en galen musiklärare, och 2010 medverkade han i första säsongen av TV4:s uppskattade serie Så mycket bättre tillsammans med Plura, Petra "September" Marklund, Barbro "Lill-Babs" Svensson, Petter, Lasse Berghagen och Christer Sandelin.

## Andlig inriktning och verksamhet
Di Levas musik och särpräglade framtoning har gjort honom till något av en särling inom svensk musik. Låttexterna är ofta oskuldsfullt naivistiska och hans visuella framtoning androgyn på ett sätt som påminner om 1960-talets flower power-kultur och musiker som Donovan. Själv har han uppgett att David Bowie och dennes The Rise and Fall of Ziggy Stardust and the Spiders from Mars har haft starkt inflytande på att han alls blev artist.
Med sin kosmisk-andliga stil och inriktning har han också blivit nära förknippad med New Age-rörelsen. Han bär konstfullt utsmyckade kaftaner både till vardags och på scen, något han började med 1993. På frågan varför han bär just kaftan svarar Di Leva: "Den symboliserar enhet... en enhet mellan himmel och jord." I början av karriären var hans signum ofta kostym och en fasttejpad lock i pannan.
Di Leva är även känd som djurvän och vegetarian. Utöver sitt konstnärliga arbete är han verksam som meditationsguide och föredragshållare inom framför allt andliga områden och driver verksamheten Zen Mind Affirmations.

## Diskografi

### Album
- 1982 – Marginal Cirkus (Återutgiven 2001)
- 1985 – På ett fat (Återutgiven 1989)
- 1986 – Pussel
- 1987 – Vem ska jag tro på?
- 1989 – Rymdblomma
- 1991 – Noll
- 1993 – Naked number one (Återutgiven 1995)
- 1995 – Love Is the Heart
- 1995 – Flashback 02 (Samlingsskiva)
- 1997 – Jag är du
- 1997 – I Am You
- 1999 – För Sverige i rymden (Samlingsskiva)
- 2000 – Älska
- 2004 – Tiden faller
- 2005 – Free Life
- 2005 – Mantra Miracles
- 2005 – Själens krigare (Samlingsskiva)
- 2006 – Hoppets röst
- 2010 – Lovestar
- 2011 – Hjärtat vinner alltid
- 2012 – Vi har bara varandra - Di Levas klassiker
- 2013 – Innan solen går upp
- 2023 – The Hybrids

### Singlar
(Vinyl 1980-1991/1993) (cd 1988/1990-2004)
- 1980 – The Pillisnorks: 4 Visitors
- 1981 – Modærn Art: Circle in different shapes
- 1981 – Modærn Art: Envy/Magic Place
- 1982 – Johan Vävares Tango: (Nu tändas åter ljusen) I min lilla stad
- 1982 – Singel man / Appear of need
- 1983 – Om jag vill
- 1984 – Bring me a magician / The dirty clown
- 1985 – Två på skilda håll / Rätt & fel
- 1985 – Kom till mig / Vem älskar du?
- 1986 – Snurra bakåt ! / Himlen (Heaven)
- 1986 – Glad att du ännu har tårar / Fördämningen
- 1987 – Vem ska jag tro på? / Tycker om
- 1988 – Du är precis / Söta lilla blomma
- 1988 – Dansa din djävul / Snart bländar solstrålar
- 1989 – Vi har bara varandra / Du ger/du gör
- 1989 – Om du vore här nu / Om du längtar
- 1990 – Själens krigare / Struntar i dig
- 1991 – Dansa naken med mig / Själens krigare (solid bassmix) / Själens krigare (Förlängd 12" mix
- 1993 – Naked number one (French clubmix) / Naked number one (Originalversion) / Naked number one (French submix) / Polish meditation (Feel it loud)
- 1993 – Naked number one / Naked number one (Eternal heart mix) / Naked number one (The gathering) / It is accomplished
- 1993 – Adam & Eve (Sunflash remix) / Adam & Eve (Giant orange) / Adam & Eve (Originalversion) / Drive me wild
- 1993 – Mr Thomas
- 1994 – Everyone is Jesus / Coca-cola angel / Everyone is Jesus (Dancing mantra mix) / Everyone is Jesus (Meditation mix)
- 1995 – Love the children / Say yes
- 1996 – Den glada stjärnan / Happy star / Happy star (Spacepeace remix) / Golden ray
- 1997 – En storm skall ta oss hem (PROMO)
- 1997 – Svarta pärlan i London / Spelar helt normal / Svarta pärlan (Röd remix) / Hjälpa till
- 1997 – Regnbågsdiamant / Maya / 303 / Den enda här på jorden
- 1999 – Miraklet / Den Oemotståndlige
- 2000 – Vi får vingar när vi älskar/Rymdens Ros
- 2000 – Solsjäl/Håll mig
- 2000 – Man av färger/Paradisbröllop
- 2002 – Fred i rörelse
- 2004 – Vad är frihet?/Långt Inuti
- 2004 – Även dom har ett hjärta (PROMO)
- 2004 – Tiden faller
- 2005 – Vem skall jag tro på? (PROMO)
- 2005 – Om dig (PROMO)
- 2006 – Ingen kan köpa livet
- 2008 – Öppnar Mitt Hjärta
- 2009 – Hopp Och Förtvivlan
- 2011 – Välkommen Hem
- 2013 – Drömmen om Sverige
- 2015 – Ord och inga visor
- 2015 – Superhjältar
- 2018 – Life on Mars?
- 2015 – Ord och inga visor
- 2018 – Jag behöver ingen ledare
- 2019 – Men in black
- 2020 – If you believe
- 2020 – Mother Mary
- 2020 – Faller
- 2021 – Hunger
- 2022 – Heroes
- 2022 – Free Freedom
- 2022 – The Arrival of the Hybrids
- 2023 – Fire of Love
- 2023 – Winter in Paradise
- 2023 – Fri Vild och Stark

### Övriga
- Fred i rörelse, en gratislåt som kunde laddas ner på Di Levas webbplats i samband med fredsturnén med samma namn 2002.
- Jag äter inte mina vänner, en låt tillsammans med Refused på organisationen Djurens Rätts samlingsskiva Defenders of the Oppressed Breed. Finns även med på Refuseds EP Rather Be Dead och Refuseds samlingsskiva The E.P. Compilation.
- Stolt, en låt tillsammans med Lars Demian på hans skiva Elvis & Jesus & jag.
- Vad bryr sig kärleken, en låt tillsammans med Mikael Wiehe på hans skiva Sevilla.
- Kom och håll om mig, en duett med Nike Gurra från skivan Hula Hula [1987].
- Di Leva tolkar Olle Ljungströms låt En apa som liknar dig på skivan Andra sjunger Olle Ljungström från 2008.

## TV, teater m.m

### TV
- Sommarmorgon, SVT1, 1987
- Smash, SVT1, 1989
- Kenny Starfighter, SVT1, 1997
- Vintergatan 5a, SVT1
- Tillbaka till Vintergatan, SVT1, 2003
- Så mycket bättre, TV4, 2010
- Rum för en stjärna, 2011
- Torpederna, TV4 2014

### Radio
- Sommar, Sveriges Radio P1, 1987 och 1997. Som sommarvärd 1987 uppmärksammades han särskilt för att enbart spela sin egen musik under programmet och för att under programmet själv ha besvarat telefonsamtal till Sveriges Radios kundtjänst klagomuren under sändningen.

### Teater
- Mahagonny (Bertolt Brecht/Regissör: Peter Haber) Folkteatern i Gävleborg, 1987
- Hamlet (William Shakespeare/Regissör: Peter Oskarson) Folkteatern i Gävleborg 1989-90

### Film
- Imorron och imorron och imorron (Regissör: Stig Björkman, 1989)

### Publikationer
- Nu [1988]
- Bidrag till B Åkerlunds bok Insida – svenska personligheter. [1992]
- Prologen i Thomas Jönssons bok Tarot, den inre världsomseglingen (Solrosens Förlag) [1996]